# Bärbel Kerkhoff-Hader
Bärbel Kerkhoff-Hader (* 30. Mai 1940 in Kempen; † 30. April 2023 in Bonn) war eine deutsche Volkskundlerin und Hochschullehrerin.

## Leben
Sie absolvierte ein Lehramtsstudium für Grund- und Hauptschulen mit Schwerpunkt Kunst. Sie wurde wissenschaftliche Hilfskraft an der Pädagogischen Hochschule Bonn. Sie wurde 1976 bei Matthias Zender in Bonn promoviert. Sie war wissenschaftliche Assistentin und Akademische Rätin mit dem Schwerpunkt Kulturgeschichte der Textilien, Gestaltungslehre und Museologie an der PH Rheinland, Abt. Bonn und der Universität zu Köln am Seminar für bildende Kunst und ihre Didaktik. Von 1994 bis 2006 war sie Inhaberin des Lehrstuhls für Volkskunde/Europäische Ethnologie der Universität Bamberg.

## Schriften (Auswahl)
- Lebens- und Arbeitsformen der Töpfer in der Südwesteifel. Ein Beitrag zur Steinzeugforschung im Rheinland. Bonn 1980, ISBN 3-7928-0404-2. nbn-resolving.org
- mit Ludwig Wamser, Ingolf Gauer, Werner Endres, Robert Koch und Hans-Georg Stephan: Leitfaden zur Keramikbeschreibung. Mittelalter – Neuzeit. Terminologie – Typologie – Technologie. Kallmünz/Opf. 1986 (2. Aufl. 1993, 3. Aufl. 2005), ISBN 3-927806-32-3.
- Keramikproduktion 1600 bis 2000. Bonn 2008, ISBN 978-3-7749-3569-3.
- Liebe – Neid – Macht. Farben und ihre Symbolik. Begleitband zur Sonderausstellung im Fränkische-Schweiz-Museum Tüchersfeld, Pottenstein, vom 16. Juli bis 06. November 2011. Eine Ausstellung des Fränkische-Schweiz-Museums in Kooperation mit dem Etnografski Musei Zagreb. Pottenstein 2014, ISBN 978-3-942439-10-7.